# Vasnyúlfalu
Vasnyúlfalu (németül: Hasendorf im Burgenland, horvátul: Zajčje Selo) Tobaj településrésze, egykor önálló község Ausztriában, Burgenland tartományban a Németújvári járásban.

## Fekvése
Németújvártól 3 km-re északnyugatra a Strém-patak jobb partján fekszik.

## Története
A településen, melynek területe a németújvári Batthyány-uradalomhoz tartozott még a 16. században adott birtokot Batthyány Ferenc (horvát bán) Zaychich  Simonnak. Neve 1626-ban egy Baraszovics Péter és Zajchich Katalin közötti peres eljárás jegyzőkönyvében bukkan fel először. A Zaycz családról a települést sokáig „Zaychfalunak” is nevezték. A Baraszovics és Zaych családok azonban, akik még a németújvári perben szerepeltek nyomtalanul eltűntek az idők során. Nem így történt ez a jegyzőkönyvben szintén szereplő a Malich családdal, akiknek utódai még ma is élnek a településen. Közülük ketten névszerint is ismertek, mivel 1642 és 1691 között a németújvári bíróságon esküdtként szerepeltek. 1643-ban 8 ház állt itt 45 lakossal. 1662-ben a Batthyány Kristóf és Batthyány Pál közötti birtokmegosztás során a nyúlfalvi birtok egy és háromnegyed egész és fél puszta szesszióra oszlott, mely végül házasság révén a Draskovich családé lett. 1666-ban 6 háza és 35 lakosa, 1691-ban 7, 1720-ban 5 háza volt. 1745-ben 53, 1787-ben 87, 1812-ben 115 lakosa volt. Egyházilag Vasnyúlfalu a várszentmiklósi plébániához tartozott, melyet a németújvári ferencesek láttak el. 1779-ben a falunak sem harangja, sem temetője nem volt, a halottakat a várszentmiklósi temetőbe temették. Az 1812-es vizitáció talál először temetőt, keresztet és harangot a településen. A gyerekek 1874-ig a szentmiklósi iskolába jártak, ezután Pónicra, majd 1875-től Tobajra. A falu zártkertje a németújvár-tobaji úttól nyugatra feküdt.
Vályi András szerint „ZAICZFALVA. N. Zajnót. Hasendorf. Falu Vas Várm. földes Ura Gr. Batthyáni Uraság, lakosai katolikusok, fekszik Sz. Miklósnak szomszédságában, és annak filiája; határja hegyes, nem igen termékeny, ’s az áradások gyakran károsíttyák; szőleje, fája, legelője van.”
Fényes Elek szerint „Zaiczfalva, (Hosendorf), horvát falu, a német-ujvári uradalomban, Vas vmegyében, 108 kath. lak.”
Vas vármegye monográfiája szerint " Nyúlfalu, kis község a Strém patak mellett. A házak száma 27, lakosai horvátok és számuk 164. Vallásuk r. kath. és ág. ev. Postája és távirója Német-Ujvár. Birtokos herczeg Batthyány Fülöp."
1910-ben 157, túlnyomórészt horvát lakosa volt. A trianoni békeszerződésig Vas vármegye Németújvári járásához tartozott. 1921-ben Ausztria Burgenland tartományának része lett. 1971-ben Németcsencs, Horvátcsencs, Pónic és Taródcsencs községekkel együtt Tobajhoz csatolták.

## Külső hivatkozások
- Tobaj hivatalos oldala[halott link]
- Vasnyúlfalu a dél-burgenlandi települések honlapján